# آيت منصور (تقي)
آيت منصور هي إحدى مشيخات المملكة المغربية، تتبع جغرافيا لعمالة أكادير إدا وتنان وإداريًا لتقي. يقدر عدد سكانها بـ 1608 نسمة حسب الإحصاء الرسمي للسكان والسكنى لسنة 2004.